# Nationalpark Skjern Å
Nationalpark Skjern Å var ett projekt för bildande av en nationalpark i Danmark. Det utpekades som nationalparkprojekt den 17 januari 2008 av miljöministern Troels Lund Poulsen. Projektet avslutades 2012 utan att man kommit till beslut att bilda en nationalpark. Området ligger vid Skjern Å i Ringkøbing-Skjerns kommun och Hernings kommun på Jylland.